# Heartbreak Hotel (Симпсоны)
«Heartbreak Hotel» (с англ. — «Отель разбитых сердец») — вторая серия тридцатого сезона мультсериала «Симпсоны». Впервые вышла 7 октября 2018 года в США на телеканале «FOX».

## Сюжет
Семья Симпсонов просматривает реалити-шоу под названием «The Amazing Place» (с англ. — «Невероятное место»). Мардж рассказывает о своих экспертные знаниях, связанных с конкурсными вызовами участникам шоу, которые она приобрела во время просмотра предыдущих 47 сезонов. Барт и Лиза очень поощряют Гомера и Мардж принять участие в кастинге участников на следующий сезон. Однако Мардж срывается и на чердаке показывает им неудачные прошлые попытки кастинга в каждый сезон шоу.
Дети решают по-новому представить прошедшие усилия родителей, не сказав об этом Мардж и Гомеру. Лиза редактирует видео с открытыми письмами об отказе Мардж и Гомера, которые они записывали, и показывает его продюсерам на кастинге. Продюсеров привлекает идея наградить давнюю поклонницу шоу, а ведущий шоу Тег Такерберг присоединяется к ним дома и сообщает Мардж радостные новости.
Первое испытание «Невероятного места» заключается в том, что участники соревнований должны найти в собственном багаже предмет, который им не принадлежит. Гомер и Мардж настойчиво начинают бороться за победу, но сразу проигрывают… Ещё более их разочаровывает то, что не могут никуда выехать в течение шести недель и должны жить в отеле у аэропорта.
Тем временем унижением Барт убеждает нескольких одноклассников помочь выкопать яму во дворе для бассейна. Пэтти и Сельма, хотя и выполняют роли нянек, но тоже хотят бассейн.
В то время, когда Мардж — жалкая и хочет домой, Гомер рад всем халявам, которые им дают, включая еду в номер, выпивку и фильмы. Он пытается развеселить Мардж.
Как-то в отеле они находят комнату монтажа шоу, где Мардж обнаруживает, что именно Гомер является причиной их поражения (съедая подброшенный в его чемодан шоколадный батончик).
В чёрно-белых цветах (в стиле фильма «Кто боится Вирджинии Вулф?» по одноименной пьесе 1962 года Эдварда Олби, разочарована пара среднего возраста (Гомер и Мардж) развлекает младшую пару Ника и Хани, которую также выбросили из шоу. Мардж продолжает злиться и хочет заставить Гомера завидовать, флиртуя с Ником.
На следующий день всем выбывшим участникам было объявлено, что они могут повторно вступить в шоу, но только если они оставят своего партнера и продолжат с другим. Все отказываются, но Мардж выбирает Ника. Последний конкурс предполагает собрать манго, из них сделать коктейли, по бревну пересечь длинный мост, играя на свистульке стае обезьян. В результате Мардж проигрывает соревнование, не соблюдая рецепта, но Гомер счастлив, что в этот раз это не его вина.

## Отношение критиков и публики
Во время премьеры на канале Fox серию просмотрели 4.60 млн человек с рейтингом 1.8, что сделало его самым популярным шоу на канале Fox в ту ночь.
Деннис Перкинс из «The A.V. Club» дал эпизоду оценку B-, сказав, что серия «прекрасно работает, предоставляя мотивацию, которая, хотя и является новой для нас, но верная персонажам.»
Тони Сокол из Den of Geek дал серии три из пяти звёзд.
На сайте The NoHomers Club согласно голосованию большинство фанатов оценили серию на 2/5 со средней оценкой 2.91/5.